# Виганд Ольгердович

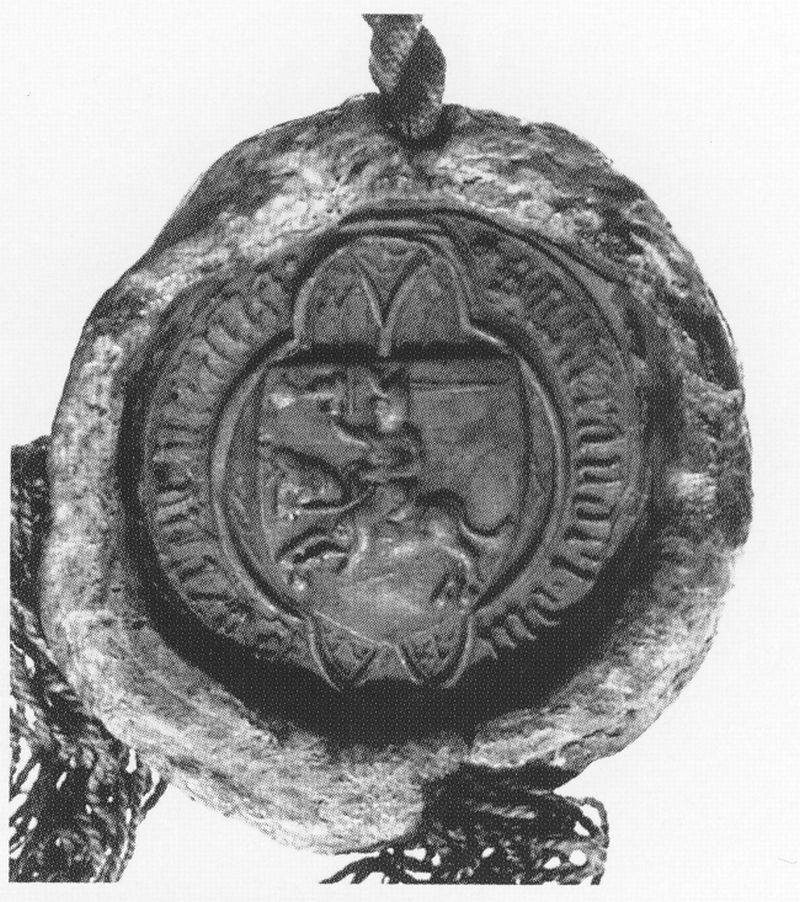
Печать, 1388

Виганд (Вигант, Вигунд/т, Вигонд/т,) (ок. 1372 — 28 июня 1392) — князь керновский, сын великого князя литовского Ольгерда Гедиминовича от второго брака с Ульяной Александровной Тверской, младший брат и сподвижник великого князя литовского Ягайло, старший брат великого князя литовского Свидригайло.

## Биография
При рождении Виганд был крещён по православному обряду и получил имя Федор.
Виганд получил в удельное владение от своего старшего брата, великого князя литовского Ягайло, город Керново.
В 1385 году князь керновский Виганд поддержал своего старшего брата Ягайло при подписании в Крево унии между Великим княжеством Литовским и Королевством Польским. В 1386 году Виганд вместе с другими братьями сопровождал Ягайло во время его поездки в Польшу. В Кракове Ягайло перешёл в католичество и принял польскую корону. Большинство его братьев, родственников и сановников также приняли католическое крещение. При крещении Виганд получил имя Александр. В 1390 году он женился на Ядвиге Опольской, дочери силезского князя Владислава Опольского.
Во время гражданской войны в Великом княжестве Литовском 1389—1392 годов между Витовтом Кейстутовичем и Скиргайло Ольгердовичем Виганд поддерживал последнего. В 1390 году Скиргайло и Виганд потерпели поражение от объединённых сил Витовта и тевтонских крестоносцев. В 1391 году Виганд возглавил поход литовского войска на Пруссию, где литовцы неудачно осаждали замок Нойгартэн. Виганд пользовался любовью и расположением своего старшего брата Ягайло. В июне 1392 года Виганд внезапно скончался. Ходили слухи, что Виганд был отравлен по распоряжению Витовта.

## Наследники
Также литовское языческое имя Вингальт приписывается брату Александра Андрею Ольгердовичу, князю псковскому и полоцкому, начиная с работ Теодора Нарбута, однако по сохранившимся летописям оно неизвестно. Однако от некоего Вигунта выводит свой род княжеский род Полубинских герба Ястржембец.